# طبيب أديب

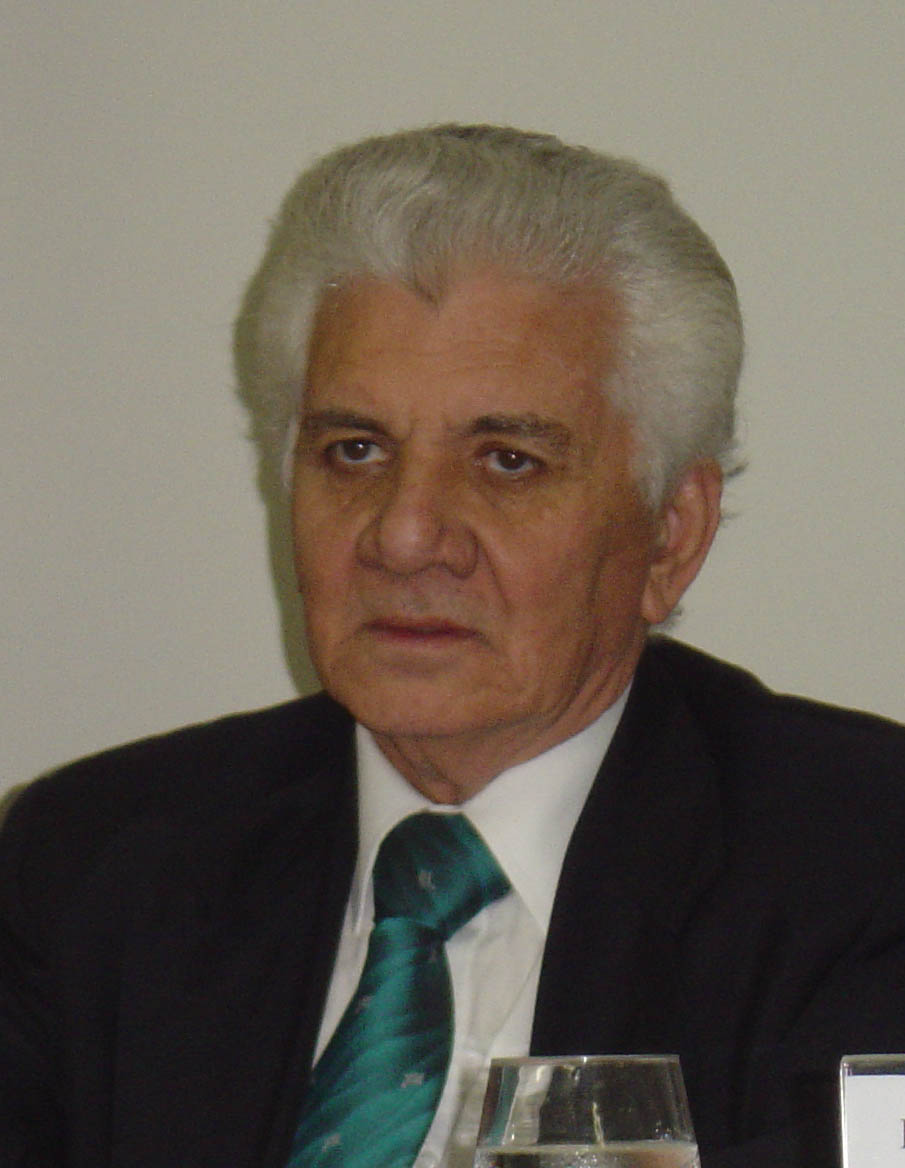
فالدينيو بورتو طبيب أديب

يقصد بالأطباء الأدباء أولئك الأطباء الذين كانت لهم كتابات إبداعية ـ أدبية أو فلسفية أو غير ذلك ـ خارج مجال ممارستهم الطبية.
رُتبت القائمة حسب الحقبة التاريخية أو القرن الذي وُلد فيه الكاتب، حسب الترتيب الهجائي لأسماء الكُتّاب.

## العصور القديمة
- كتسياس (القرن الخامس ق.م): طبيب ومؤرخ إغريقي.
- لوقا (القرن الأول الميلادي): أحد تلاميذ المسيح.

## العصور الوسطى
- ابن البذوخ (توفي سنة 1179): طبيب وصيدلي وكاتب وشاعر، أصله من المغرب العربي، لكنه عاش أغلب حياته في دمشق وبها مات.[1]
- ابن سينا (980 ـ 1037) من أعلام الطب الإسلامي.
- ابن الكتاني (ت. نحو 420 هـ / نحو 1030 م): طبيب وشاعر وفيلسوف أندلسي من أهل قرطبة. كتب في الأدب عدة رسائل أشهرها «نُقط العروس».[2] أخذ علم المنطق عن جملة من العلماء منهم المجريطي، كما كانت له دراية واسعة بالفلسفة والنجوم[3] إلى جانب كونه شاعرًا وأديبًا.[4]
- ابن ماري (ت. 1193 م): طبيب وأديب وشاعر عربي مسيحي من البصرة.أشهر مؤلفاته «المقامات النصرانية»، على غرار مقامات الحريري.
- زين العطار (ت. 806 هـ/1403 م): طبيب وكاتب فارسي، من آثاره «اختيارات البديعي».
- ضياء الدين النخشبي (ت. 750 هـ/1350 م) طبيب وأديب وشاعر هندي. من آثاره «سلك السلوك» و«عشرة مبشرة» و«لذة النساء»[5] و«گل ريز» ومنظومة «طوطى نامه».[6]
- ظافر بن جابر السكري (ولد في القرن الرابع الهجري): شاعر وكاتب وطبيب مسلم، ولد بالموصل وتوفي في حلب.
- موسى بن ميمون (1138 ـ 1204): طبيب وفيلسوف يهودي، عاش في الأندلس والمغرب ومصر.
- يهوذا اللاوي (حوالي 1075 ـ 1141): طبيب وفيلسوف وشاعر يهودي أندلسي.

## القرن 15
- باراسيلسوس (1493 ـ 1541): كيميائي وطبيب ومنجم وعالم نبات سويسري.
- جيرولامو فراكاستورو (1478 ـ 1553): طبيب وشاعر ورياضياتي وجغرافي وفلكي إيطالي.
- فرانسوا رابليه (1483 ـ 1553): كاتب وطبيب وراهب فرنسي، من مؤسسي أسلوب الكتابة الأوروبي الحديث، من أشهر أعماله رواية غارغانتوا وبانتاغرويل.
- نيكولاس كوبرنيكوس (1473 ـ 1543): راهب ورياضياتي وفيلسوف وفلكي وقانوني وطبيب وإداري ودبلوماسي وعسكري بولندي.

## القرن 16
- أندرياس فيزاليوس (1514 ـ 1564): عالم تشريح بلجيكي.
- جاك غريفان (حوالي 1539 ـ 1570): طبيب وكاتب مسرحي فرنسي.
- ميغيل سيرفيت (1511 ـ 1553): لاهوتي وطبيب إسباني.
- وليام جيلبرت (1544 ـ 1603): طبيب وفيلسوف طبيعي إنجليزي.

## القرن 17
- أنجليوس سيلسيوس، واسمه الحقيقي يوهانس شيفلر (1624 ـ 1677): متصوف وشاعر ألماني، كتب كلمات العديد من الترانيم المسيحية.
- باول فليمنغ (1609 ـ 1640): من شعراء الصدارة في ألمانيا في عصره.
- برنارد ماندفيل (1670 ـ 1733): فيلسوف واقتصادي سياسي هولندي، عاش جل حياته في إنجلترا وكتب معظم أعماله المنشورة بالإنجليزية.
- جون أربوثنوت (1667 ـ 1735): أحد أطباء الملكة آن، كان زميلًا لكل من جوناثان سويفت وألكسندر بوب في رابطة الكُتاب التي سميت بنادي سكريبليروس.
- جون لوك (1632 ـ 1704): فيلسوف إنجليزي، يعد أبًا لليبرالية وواحدًا من أعظم المفكرين أثرًا في التاريخ.
- فرانسيسكو ريدي (1626 ـ 1697): شاعر وطبيب إيطالي.

## القرن 18
- إدوارد جينر (1749 ـ 1823): مكتشف لقاح الجدري، كان يكتب الشعر.
- إراسموس داروين (1731 ـ 1802): شاعر بريطاني، هو جد تشارلز داروين.
- أوليفر غولدسميث (1728 ـ 1774): كاتب وشاعر إنجليزي أيرلندي.

## القرن 19
- إبراهيم ناجي (1898 ـ 1953): شاعر وطبيب مصري، كان وكيلًا لمدرسة أبولو الشعرية، وترأس من بعدها رابطة الأدباء في الأربعينيات من القرن العشرين. من أشهر قصائده قصيدة الأطلال التي تغنت بها أم كلثوم فلُقب بشاعر الأطلال.
- أحمد زكي أبو شادي (1892 ـ 1955): شاعر وطبيب مصري، أسس مدرسة أبولو الشعرية.
- أحمد عيسى بك (1876 ـ 1946): طبيب ومؤرخ وكاتب مصري.
- خليل سعادة (1857 ـ 1934): طبيب وكاتب وناشط سياسي لبناني.
- داؤد الجلبي (1879 ـ 1960): طبيب وكاتب عراقي، كان يجيد عدة لغات أجنبية، وله أبحاث عديدة في التاريخ والمصطلحات الطبية وغيرهما.
- عبد الرحمن الشهبندر (1879 ـ 1940): طبيب وسياسيّ وكاتب سوريّ، يعتبر العقل المخطط للثورة السورية الكبرى.

## القرن 20
- أحمد خالد توفيق (1962 - 2018): طبيب وأديب مصري، برز في أدب الرعب وأدب الشباب والفانتازيا والخيال العلمي.
- أمير تاج السر (ولد 1960): طبيب وروائي سوداني، حاصل على جائزة كتارا للرواية العربية عام 2015.
- نبيل فاروق (1956 - 2020): طبيب وكاتب مصري معروف أشتهر بالأدب البوليسي والخيال العلمي.
- أحمد خيري العمري (ولد 1970): طبيب أسنان وكاتب إسلامي وروائي عراقي.
- أحمد شوقي الفنجري (ولد 1925): طبيب وكاتب إسلامي مصري، له أكثر من 30 كتابا في الثقافة الإسلامية والفكر الإسلامي.
- أحمد عروة (1926 ـ 1992): طبيب وكاتب وباحث وشاعر ومناضل جزائري. كتب العديد من مؤلفاته الفكرية والأدبية بالفرنسية.
- أحمد محمد كنعان (ولد 1948): طبيب وشاعر وكاتب وفنان تشكيلي سوري، عضو في رابطة الأدب الإسلامي العالمية، وله عدة مؤلفات طبية وأدبية وفكرية منها «بحث في نشأة الإنسان وتطوره» و«تأملات في مسيرة العلم المعاصر» و«أزمتنا الحضارية في ضوء سنة الله في الخلق».
- أسماء المرابط (ولدت 1961): طبيبة وباحثة في قضايا الإسلام وكاتبة مغربية.
- المهدي بن عبود (1919 - 1999): طبيب وكاتب ومفكر مغربي.
- باسم عادل ( ولد 1969): طبيب استشاري في طب القلب والأوعية الدموية ،وأديب ومفكر وكاتب روائي ومؤلف مصري[7] ، عضو بإتحاد كتاب مصر والكتاب العرب[8]، له العديد من الاعمال الروائية والمؤلفات التاريخية والسياسية والأعمال الفكرية والأعمال الدرامية[9] ، وله العديد من الرؤى الفلسفية والفكرية في الربط بين الدين والعلم.[10]
- جمال سلسع (ولد 1942): طبيب أمراض جلدية وكاتب فلسطيني، كتب للعديد من الصحف، وكان له برنامج يومي في إذاعة صوت فلسطين بعنوان «صلوات في محراب الوطن». شارك في تأسيس اتحاد الكتاب الفلسطينيين سنة 1980، وهو عضو الأمانة العامة لاتحاد الكتاب والأدباء الفلسطينيين.
- شريف حتاتة (ولد 1923): طبيب وكاتب وروائي ماركسي مصري.
- صبري القباني (1908 - 1973) طبيب وكاتب سوري، أسس ورأس تحرير أول مجلة طبية عربية واسعة الانتشار، هي مجلة طبيبك.[11]
- عدي الحربش (ولد 1978) طبيب وقاص وناقد أدبي سعودي.
- عبد الرحيم بدر (1920 ـ 1994): طبيب وفلكي ورسام وكاتب فلسطيني.
- عبد السلام العجيلي (1916 ـ 2006) طبيب ونائب ووزير وأديب سوري. كتب القصة والرواية والشعر والمقالة، ويعد من أهم أعلام القصة والرواية في سوريا والعالم العربي.
- عقيل الموسوي (ولد 1966): طبيب أسنان[12] وكاتب[13] وروائي ومصور[14] بحريني. اشتهر بروايته المثيرة للجدل «أريميهر ناما».
- علاء الأسواني (ولد 1957): طبيب أسنان وروائي وقاص مصري، من أشهر رواياته «عمارة يعقوبيان» و«شيكاجو».
- عيسى حداد (ولد 1943): طبيب وكاتب وشاعر سوري.
- غادة الكرمي (ولدت 1939): طبيبة وكاتبة وأكاديمية فلسطينية مقيمة في بريطانيا.
- غلام بيمان (ولد 1937): طبيب عيون وكاتب سير إيراني، حصل على قلادة العلوم الوطنية الأمريكية في مجال التكنولوجيا والابتكار سنة 2011.
- كريم فهمي (ولد 1982): طبيب أسنان وكاتب سيناريو وممثل مصري.
- لطفي المرايحي (ولد 1959): طبيب وكاتب وسياسي تونسي.
- مايكل كرايتون (1942 ـ 2008): مؤلف أمريكي، من أشهر أعماله رواية حديقة الديناصورات.
- محمد المخزنجي (ولد 1950): طبيب نفسي وكاتب وقاص مصري.
- محمد المنسي قنديل (ولد 1946): طبيب وقاص وروائي مصري. وصلت روايته «يوم غائم في البر الغربي» إلى القائمة القصيرة لجائزة البوكر العربية.
- مدحت العدل (ولد 1951): طبيب وكاتب وشاعر ومؤلف مصري. له العديد من الأعمال التليفزيونية والسينمائية.
- مروان الغفوري (ولد 1979): طبيب قلب وكاتب صحفي وشاعر وروائي يمني مقيم بألمانيا. فازت مجموعته الشعرية «ليال» بجائزة الشارقة للإبداع العربي سنة 2004.[15]
- مصطفى محمود (1921 - 2009): طبيب وفيلسوف وكاتب مصري. ألف 89 كتابًا، منها الكتب العلمية والدينية والفلسفية والاجتماعية والسياسية إضافة إلى الحكايات والمسرحيات وقصص الرحلات.
- معوض جاد الرب (1929 ـ 1983): طبيب وفنان وكاتب مصري. كان أستاذًا للتشريح الفنى بكلية التربية الفنية بالزمالك في خمسينيات وستينيات القرن العشرين. أصدر سنة 1964 مجموعة قصصية عنوانها «الناس والكلاب».
- منذر القباني (ولد 1970): جراح وروائي سعودي.
- نوال السعداوي (ولدت 1931): طبيبة وكاتبة وروائية نسوية مصرية، كتبت القصة القصيرة والرواية والمسرحية.
- هيفاء بيطار (ولدت 1960) طبيبة عيون وقاصة وروائية سورية.
- يوسف إدريس (1927 ـ 1991): طبيب نفسي وكاتب قصصي ومسرحي وروائي مصري.
- حسان شمسي باشا (1951 -): طبيب قلب وكاتب سوري، ألَّف 56 كتاباً باللغة العربية، وأربعة كتب باللغة الإنجليزية.